# Tim Kliphuis
Tim Kliphuis (Utrecht, 30 september 1974) is een Nederlandse violist die bekendstaat om zijn mix van gipsyjazz, klassiek en folk, wiens recentste werken zijn toegewijd aan het vergroten van het bewustzijn over de klimaatcrisis. Kliphuis kwam in de bekendheid toen hij in 1999 samen ging werken met de Belgische gipsy en gitaarlegende Fapy Lafertin. Kliphuis toerde in Europa met Lafertins Quintet en maakte drie CD's met hem voordat hij solo ging in 2004.
Hij is klassiek geschoold aan het Conservatorium van Amsterdam en begon zijn carrière als gipsyjazzviolist in de stijl van Stéphane Grappelli. Daarnaast is hij beïnvloed door saxofonist Stan Getz en gitarist Joe Pass. Sinds 2006 combineert hij klassiek, folk en wereldmuziek met gipsyjazz en speelt hij vaker buiten het jazz-circuit, in klassieke zalen zoals het Concertgebouw en folk-festivals zoals Celtic Connections in Glasgow.
Kliphuis toert internationaal en heeft gewerkt met Angelo Debarre, Martin Taylor, Rosenberg Trio, Richard Galliano en met Ierse violisten Frankie Gavin en Martin Hayes. Daarnaast was hij te gast bij gitarist Les Paul.
Als jazz-educator is hij actief met workshops over de stijl van Stéphane Grappelli op festivals, concoursen en conservatoria. In 2008 schreef hij de bestseller "Stéphane Grappelli Gypsy Jazz Violin" (Mel Bay) en in 2012 de opvolger, "Grappelli Licks" (Lowland Publications). Van 2012 tot 2017 was hij jazzviooldocent aan het Fontys conservatorium van Tilburg, sinds 2015 is hij improvisatiedocent aan het Conservatorium van Amsterdam en in 2017 gaf hij workshops aan het Koninklijk Conservatorium van Den Haag. Jaarlijks in augustus organiseert Kliphuis het internationale Grappelli-Django Camp in Nederland, waar violisten, gitaristen en bassisten les krijgen in gypsy jazz.
Waren zijn eerste cd's nog pure jazz, sinds 2007 is er meer sprake van een mix met klassieke en folkelementen. Op The Hilversum Sessions (2015) speelt het Tim Kliphuis Trio met drie klassieke strijkers repertoire tussen klassiek en jazz in. In 2016 tekende hij bij Sony Classical Nederland, waar in het oktober van dat jaar zijn cd "Reflecting the Seasons" uitkwam, een nieuwe versie van Vivaldi's Vier Seizoenen voor improviserend Trio en strijkorkest.
In 2017 trad hij op op het Koningsdagconcert, opgevoerd in Concertzaal Tilburg en op 27 april uitgezonden op NPO. De cd Reflecting the Seasons haalde daarna de toppositie op de i-Tunes classical chart.
Kliphuis beschrijft zichzelf als een 'klimaatcomponist'. Hij heeft zijn stuk 'The Five Elements' en Triple Concerto 'Phoenix Rising' opgedragen aan de uitdagingen op onze planeet, 'Phoenix Rising' beschrijvend als "een antwoord op de coronacrisis en, in het verlengde daarvan, de huidige staat van de wereld." 
In 2022 is Kliphuis uitgenodigd door het Nederlandse koningspaar om 'The Five Elements' uit te voeren voor het Zweedse koningshuis in Stockholm, tijdens een staatsbezoek wat in het thema stond van duurzaamheid .

## Discografie
- 2004: Live at Djangofest Northwest (Gypsy Jazz Records)
- 2005: The Grappelli Tribute (Robinwood Productions)
- 2006: Live in Glasgow (Lowland Records)
- 2007: Swingin' the Classics (Robinwood Productions)
- 2008: Counterpoint Swing (Lowland Records)
- 2010: Acoustic Voyage (Lowland Records)
- 2011: Live at Iford Manor (Iford Recordings, DVD)
- 2012: Rock Django (Lowland Records)
- 2013: The Grappelli Album (Lowland Records)
- 2015: The Hilversum Sessions (Lowland Records)
- 2016: Reflecting the Seasons (Sony Classical)
- 2018: Concertos (Sony Classical)
- 2020: The Five Elements (Lowland)